# Guntō

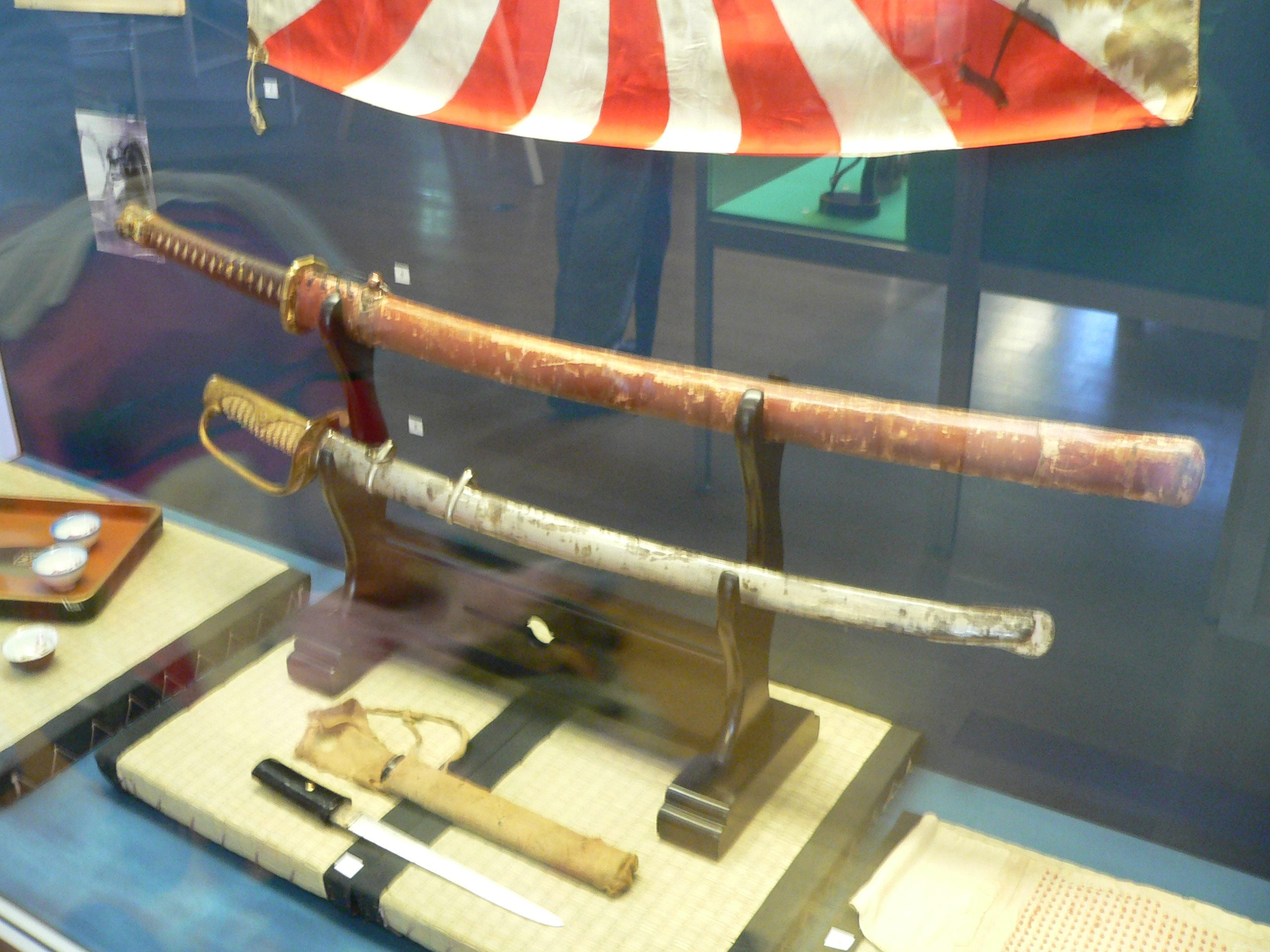
Dos antiguas espadas japonesas guntō en un estante para espadas (katane kake), shin guntō arriba y kyū guntō abajo.

El guntō (軍刀 en japonés, "espada militar") es el nombre dado para describir a las espadas japonesas producidas para ser utilizadas por el ejército y la marina japonesa después del final de la era de los samuráis en 1868. En la época siguiente —Era Meiji (1868-1912)—, la armadura samurái, las armas y los ideales fueron reemplazados gradualmente con la influencia occidental de los uniformes, las armas y las tácticas. Japón desarrolló un servicio militar obligatorio en 1872 y el prestigio perdido de los samuráis que llevaron a cabo durante cientos de años como los protectores del Japón. Las espadas guntō producidas en masa se convirtieron en el equipamiento estándar de los nuevos militares, ocupando el lugar de las espadas usadas por la clase samurái durante la época feudal.

## Historia y descripción

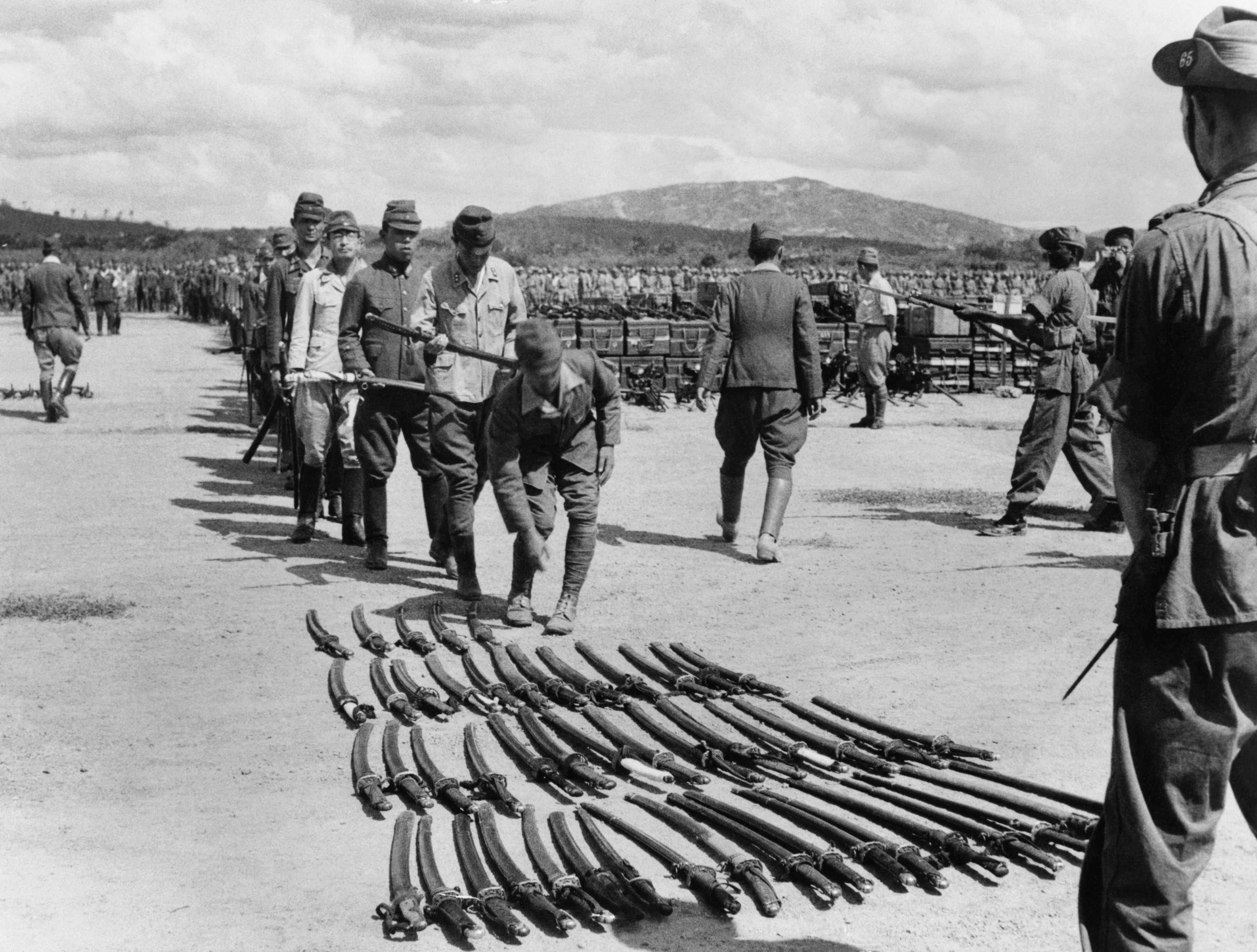
Oficiales japoneses entregando sus espadas a las tropas gurkhas en Malaca, después de la Rendición del Japón, 1945.

Durante la Era Meiji, la clase samurái fue disuelta gradualmente, y el Edicto Haitōrei en 1876 prohibió la portación de espadas en público, excepto para ciertos individuos, tales como los antiguos señores samuráis (daimio), los militares y la policía. Los expertos fabricantes de espadas tuvieron problemas ganarse la vida durante este periodo ya que Japón modernizaba sus fuerzas armadas y muchos fabricantes de espadas comenzaron a fabricar otros artículos tales como cubiertos. La acción militar de Japón en China y Rusia durante la Era Meiji ayudó a revivir la fabricación de espadas y en la Era Shōwa (1926-1989) antes y durante la Segunda Guerra Mundial las espadas fueron producidas a gran escala una vez más.
Antes de la Segunda Guerra Mundial se reunieron por todas partes a todos los militares, se les exigió a todos los oficiales japoneses a llevar una espada. Las espadas fabricadas tradicionalmente se produjeron durante este periodo, pero con el fin de suministrar un número tan grande de espadas, fueron reclutados herreros con poco o sin ningún conocimiento sobre la fabricación tradicional de la espada japonesa. Adicionalmente, los suministros del tipo de acero japonés (tamahagane) que se utilizaron para la fabricación de espadas estaban limitados por lo que se sustituyeron por otros varios tipos de acero. Los accesos directos del forjado, tal como el uso de martillos de energía y el templado de la hoja en aceite en lugar del forjado a mano y agua atemperada; estas medidas crearon espadas sin las características habituales asociadas con las espadas japonesas. Las espadas fabricadas no tradicionalmente de este periodo son llamadas showato y en 1937 el gobierno japonés comenzó a exigir el uso de sellos especiales en la espiga para distinguir estas espadas de las espadas hechas tradicionalmente. Durante este periodo de tiempo de guerra de espadas antiguas a partir de periodos de tiempos mayores más antiguos fueron remontadas para su uso en los montajes militares. Actualmente los showato no son considerados como verdaderas espadas japonesas y pueden ser confiscadas, fuera de Japón, son coleccionado como artefactos históricos.

## Tipos

### Kyū guntō(antigua espada militar)
La primera espada estándar de los militares japoneses fue conocida como el kyū guntō (旧軍刀 en japonés) Murata Tsuneyoshi (1838-1921), un general japonés, quien previamente fabricó armas, comenzó a producir lo que probablemente fue el primer sustituto fabricado en masa para las espadas samurái hechas tradicionalmente. Estas espadas son conocidas como murata-to y fueron utilizadas en la Primera guerra sino-japonesa (1894-1895) y en la Guerra ruso-japonesa (1904-1905). El kyū guntō fue utilizado desde 1875 hasta 1934, era muy parecida a las espadas europeas y americanas de la época, con un guardamano envolvente (también conocido como D-Guard) y la vaina cromada (saya), se dice que la vaina de acero había sido introducida alrededor de 1900.

### Shin guntō(nueva espada militar)

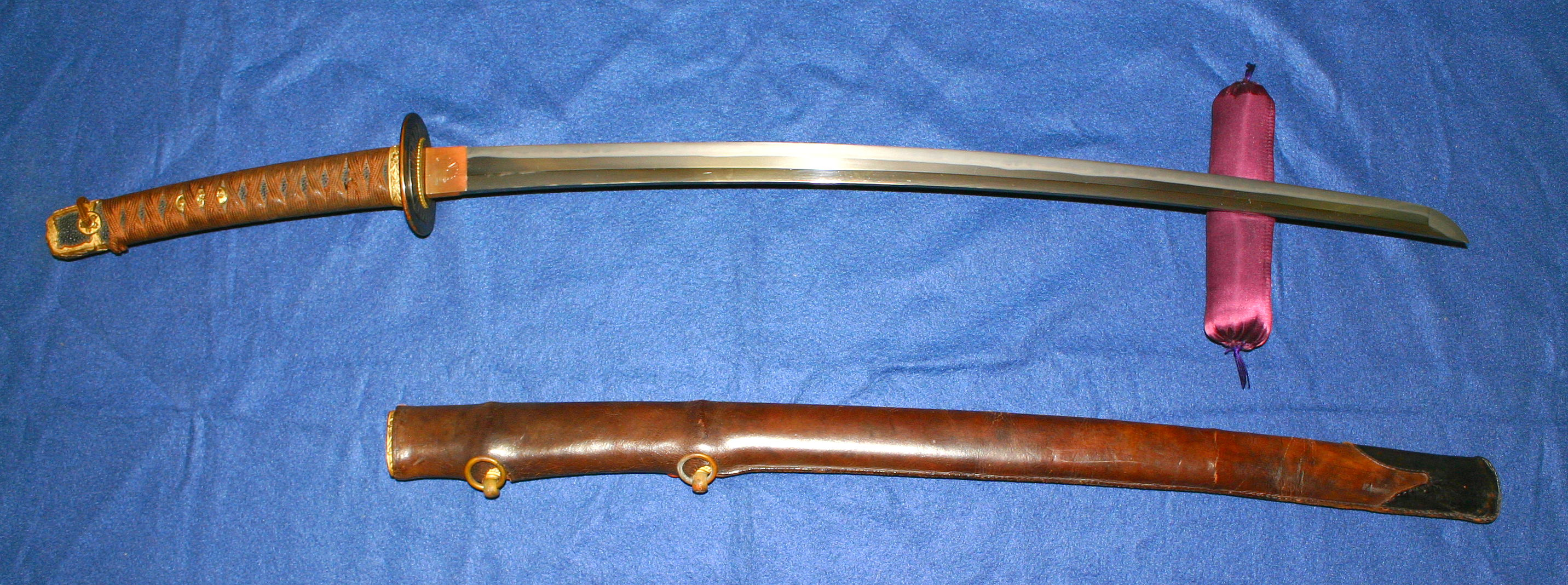
Shin guntō con funda de cuero de combate.

El shin guntō (新軍刀 en japonés) fue un arma y la insignia de rango usada por el Ejército Imperial Japonés entre los años de 1935 a 1945. Durante la mayor parte de este periodo, las espadas fueron fabricadas en el Arsenal Naval de Toyokawa. En respuesta al creciente nacionalismo dentro de las fuerzas armadas, un nuevo estilo de espada fue diseñada para los militares japoneses en 1934. El shin guntō fue diseñado después de un colgado tradicional del tachi del Período Kamakura (1185-1332). Los rangos de los oficiales eran simbolizados por borlas de colores atadas a un lazo. Los colores correspondientes eran marrón/rojo y dorado para el general; marrón y rojo para el oficial de campo; marrón y azul para la organización o el suboficial; marrón para el sargento, el sargento mayor o el cabo. Las hojas encontradas en el shin guntō variaron a través desde fabricadas tradicionalmente a máquina moderna hasta hojas ancestrales que datan desde hace cientos de años.

#### Kyūyon-shiki guntō
El kyūyon-shiki guntō (九四式軍刀 en japonés) o shin guntō tipo 94, reemplazó al estilo occidental del kyū guntō de los oficiales espadachines en 1934. Tenía una empuñadura (tsuka) fabricada tradicionalmente con piel de mantarraya (same) envuelta con la envoltura tradicional (ito).Un diseño de una flor de cerezo (un símbolo de la Ejército Imperial Japonés,  fue incorporado dentro de la guardia, pomos (fuchi y kachira) y ornamentos (menuki).
La funda para el tipo 94 era de metal con un revestimiento de madera para proteger la hoja. A menudo estaba pintada de color marrón y era suspendida en dos monturas de latón, una de las cuales era extraíble y usada solamente en el uniforme de gala. Los accesorios de la vaina también estaban decorados con diseños de cerezo.

#### Kyūgō-shiki guntō
El kyūgō-shiki guntō (九五式軍刀 en japonés) o shin guntō tipo 95, autorizado en 1935, fue diseñado para ser utilizado por los suboficiales. Fue diseñado para parecerse al shin guntō de los oficiales solamente que era más barato de producir en masa. Todas las espadas del suboficial tenían hojas con anchos batanes (bo hi) y un número de serie incrustado estampado en la hoja en números arábigos. Inicialmente las empuñaduras fueron echadas de los metales (ya sea cobre o aluminio) y pintadas para parecerse a los artículos producidos tradicionalmente en las espadas del oficial. Tenían guarniciones de latón similares a las del shin guntō del oficial.
Para 1945 se estaba fabricando un sistema simplificado de las espadas de los suboficiales. Tenía una simple empuñadura de madera con ranuras transversales eclosionadas para un mejor agarre. Las vainas fueron hechas de madera en lugar de metal y la guarnición y otros accesorios fueron hechos de hierro en lugar de latón.

#### Kyūhachi-shiki guntō

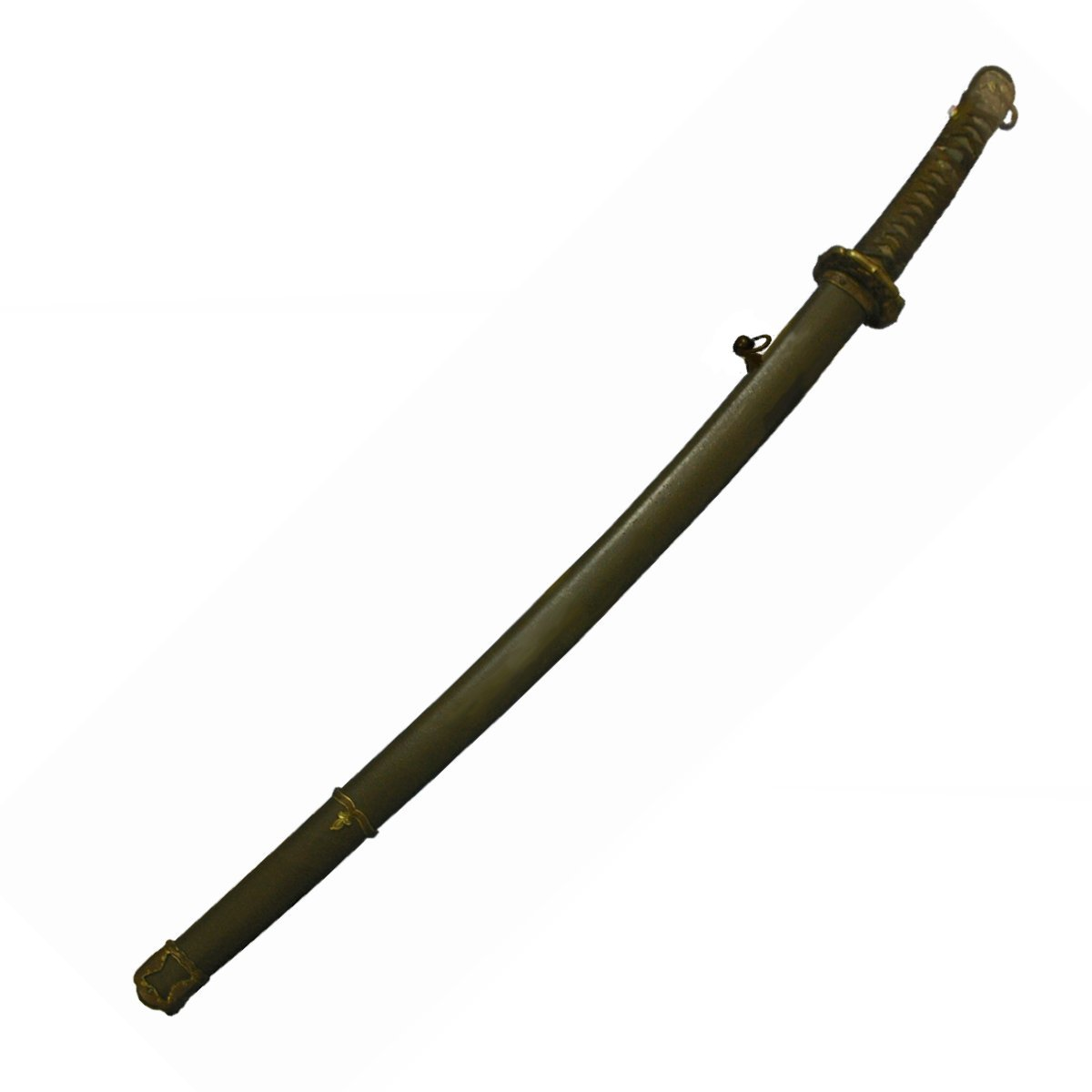
Shin guntō tipo 98, sable del ejército japonés.

El kyūhachi-shiki guntō (九八式軍刀 en japonés) o shin guntō tipo 98, se fabricó en 1938 y esencialmente fue una simplificación del shin guntō tipo 94. Sólo hubo diferencias entre los primeros shin guntō tipo 98 y los shin guntō tipo 94 que les antecedieron. Lo más notable es el segundo punto (removible) para colgar fue omitido de la vaina.
Muchos cambios se produjeron en el shin guntō tipo 98 entre 1938 y el final de la guerra en 1945. A finales de la guerra. A finales de la guerra el suministro de metales de Japón se estaba terminando y los shin guntō fueron fabricados con vainas de madera pintadas, y con ornamentos de latón o ninguno. Algunas de las espadas finales fabricadas en el último año de la guerra utilizaron cobre barato o guarniciones de hierro ennegrecidas.

### Kai guntō(espada naval)
Los kai guntō (海軍刀 en japonés) son las versiones menos comunes del shin guntō. Algunos kai guntō fueron fabricados con hojas de acero inoxidable.

## Galería

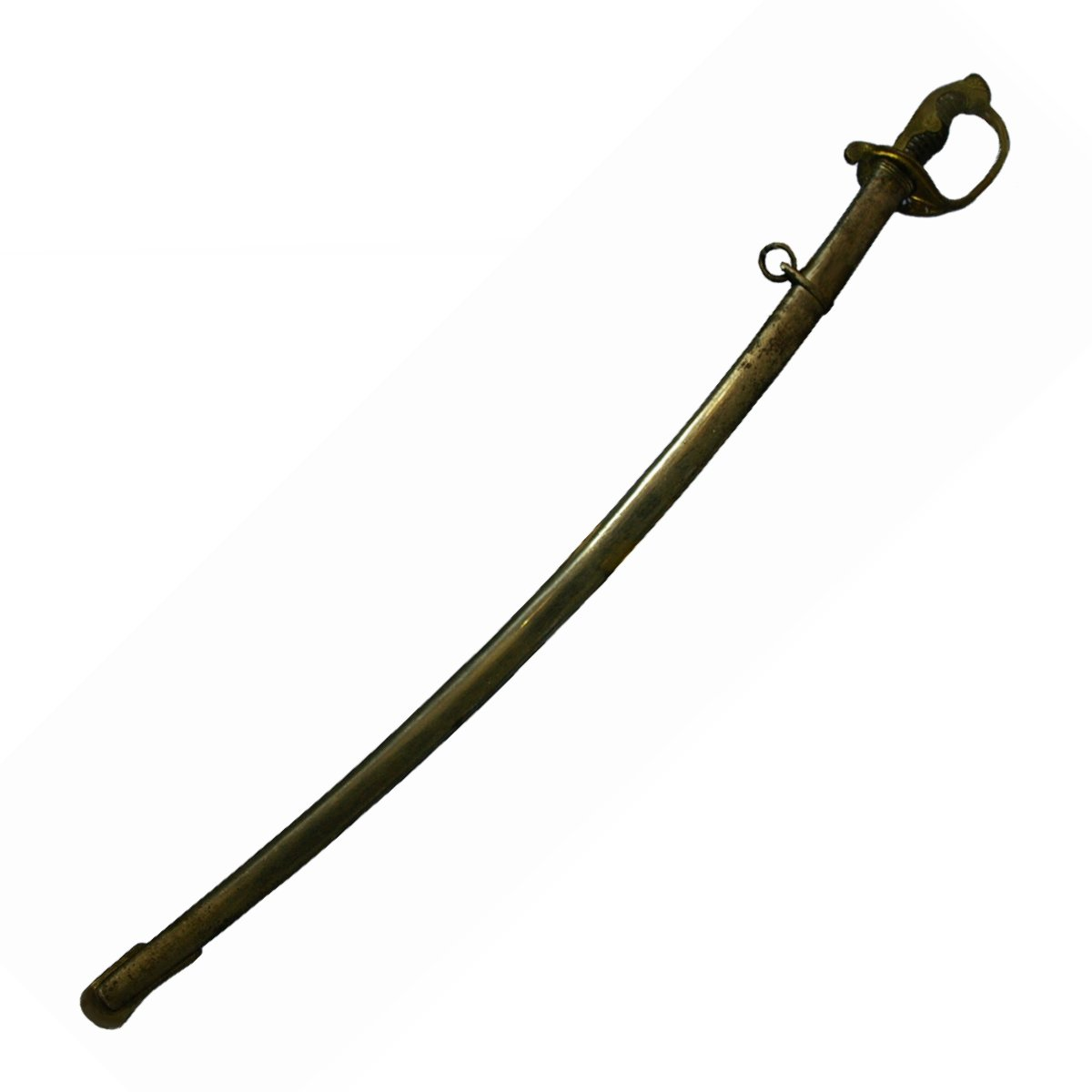
Kyū guntō, un diseño fuertemente inspirado en los sables europeos.
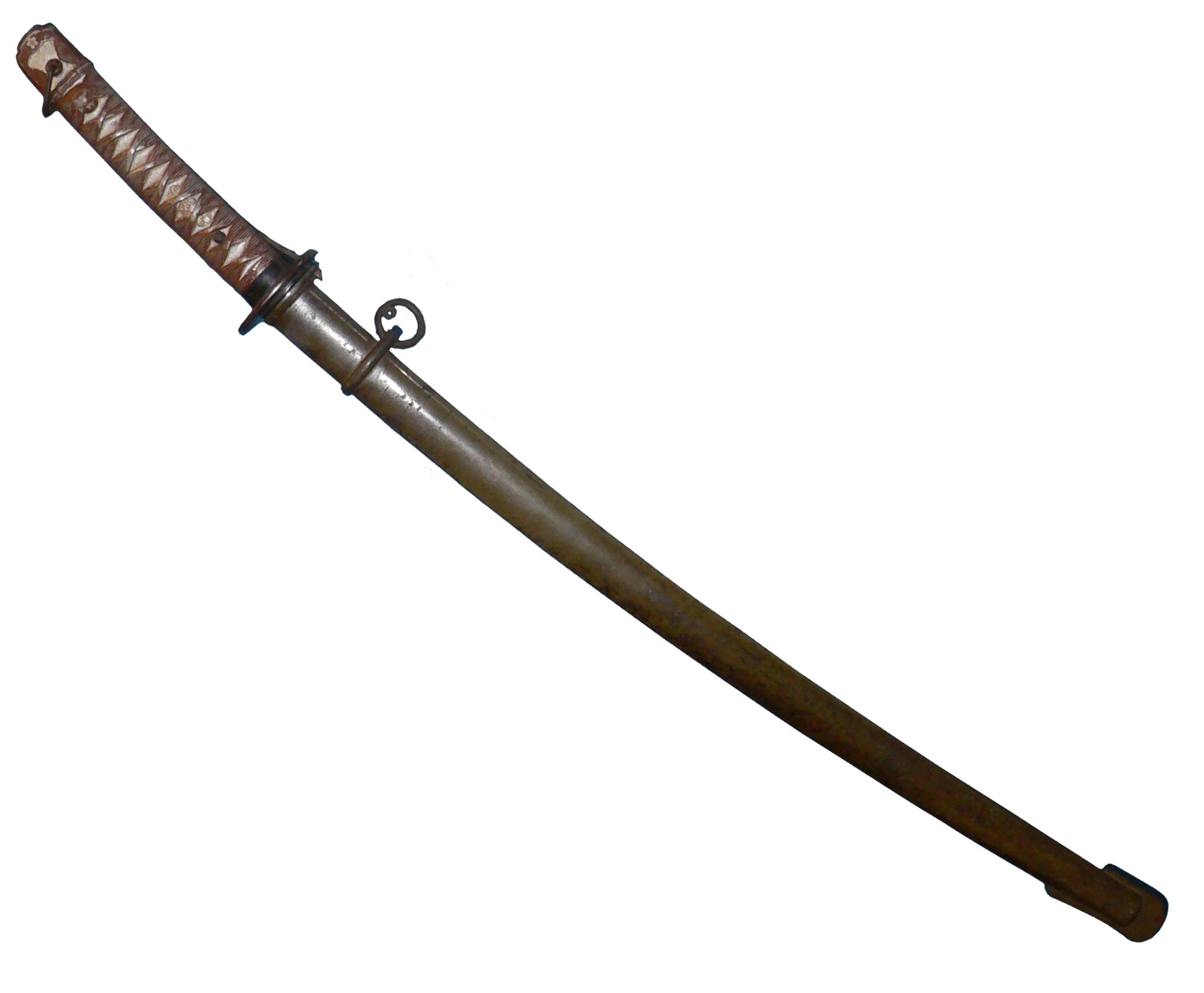
Kyūgō-shiki guntō, katana de los suboficiales con una empuñadura pintada de metal fundido, diseñado para parecerse a un tsuka tradicionalmente envuelto.
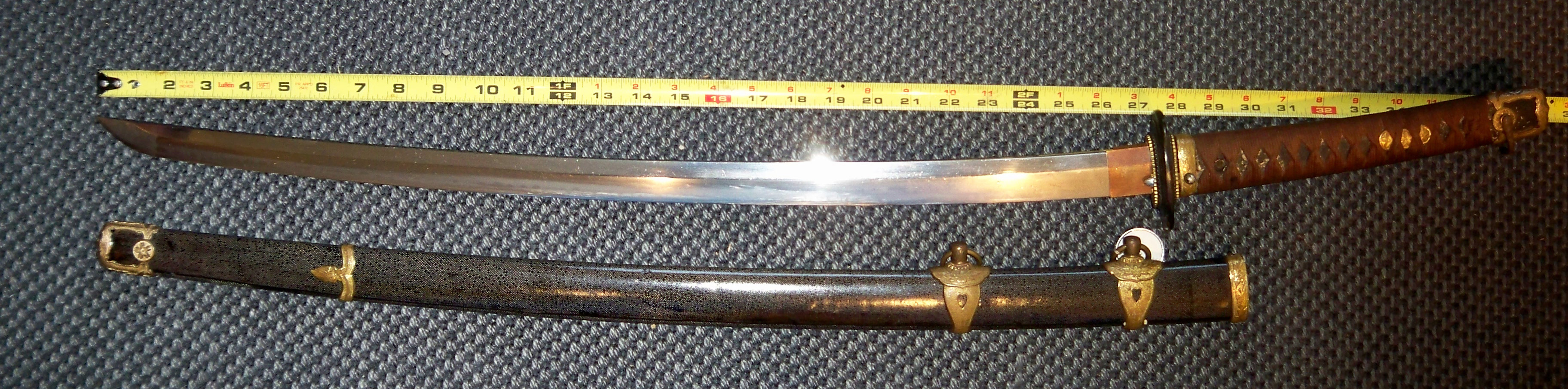
Kai guntō con una funda de piel de mantarraya.